# Rudolf Fuess
Heinrich Ludwig Rudolf Fuess (* 28. September 1838 in Moringen; † 21. November 1917 in Berlin-Steglitz) war ein deutscher Mechaniker, der innovative Präzisionsgeräte für die Wissenschaft, besonders die Meteorologie und die Petrografie, entwickelte.

## Leben

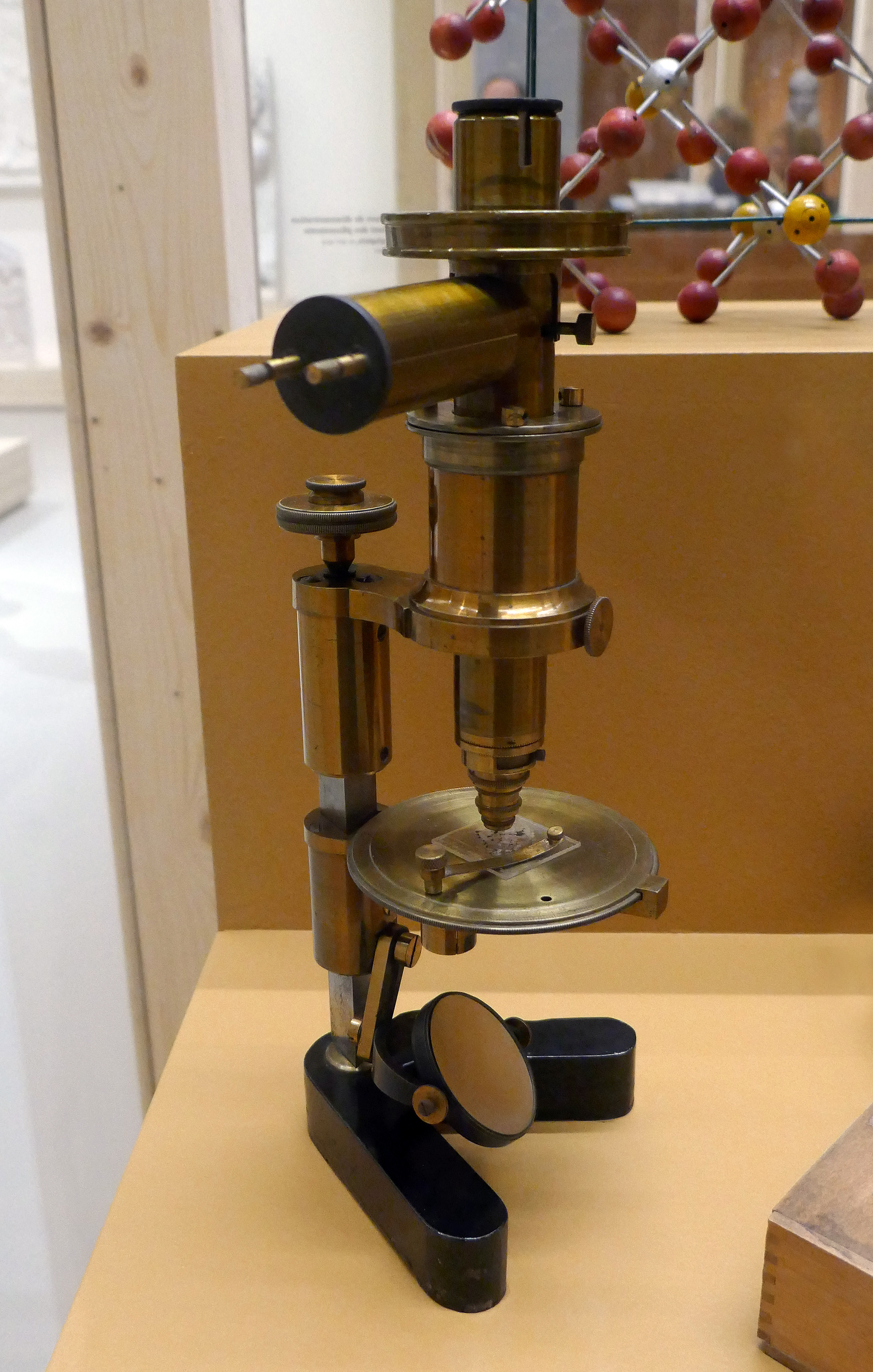
Polarisationsmikroskop nach Harry Rosenbusch (Fuess, 1890)

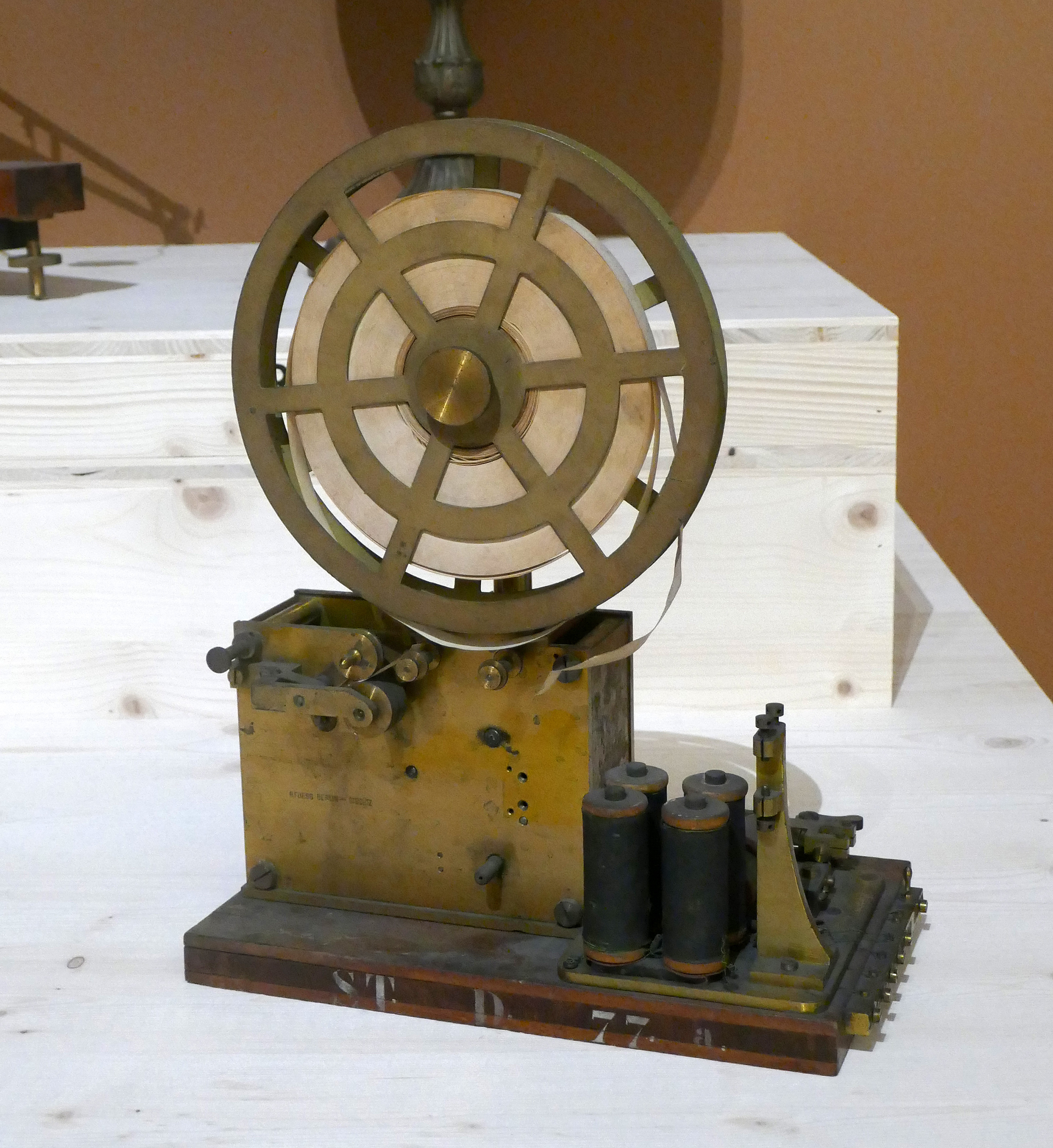
Bandchronograf (Fuess, spätes 19. Jahrhunderts)

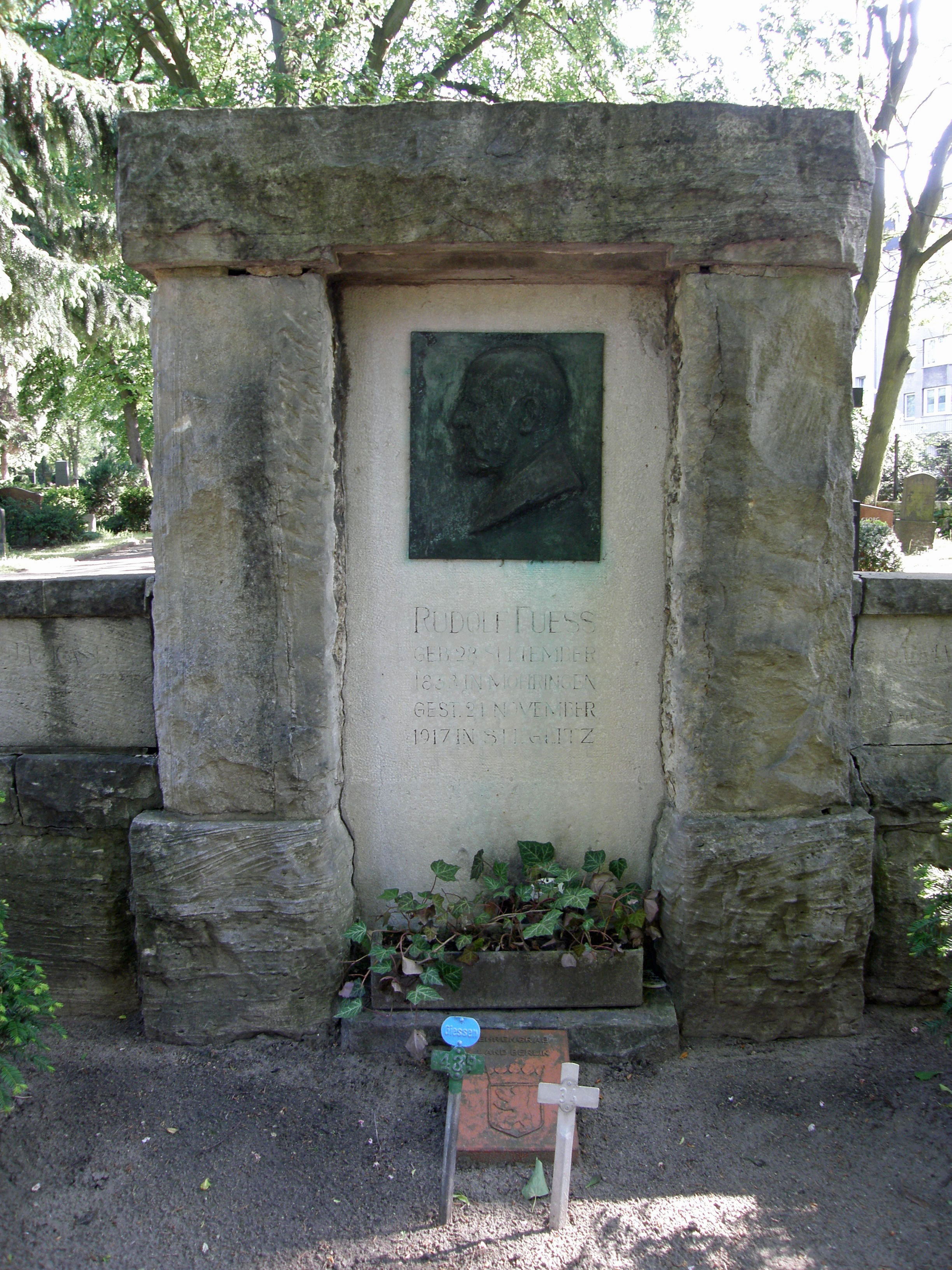
Grab von Rudolf Fuess auf dem Alten Kirchhof der St.-Jacobi-Gemeinde in Berlin-Neukölln

Rudolf Fuess war das zehnte Kind des Ludwig Fuess und der Johanna Fuess, geb. Bilz. Während seiner Ausbildung beim Mechanicus Hermann Pfaff in Göttingen von 1853 bis 1857 besuchte Fuess an der dortigen Universität Vorlesungen in Mathematik, Physik und Optik, unter anderem bei Wilhelm Eduard Weber und Johann Benedict Listing. Nach der Lehre blieb er ein halbes Jahr bei Pfaff, wechselte anschließend zu seinem Freund Hugo Schröder in Hamburg und wurde 1860 in Berlin Gehilfe in der Firma R. Löhmann, die Nivellierinstrumente herstellte.
1865 gründete Fuess seine eigene Werkstatt in der Mauerstraße 84 in der Friedrichstadt. In den folgenden Jahren zog die Firma immer wieder um, 1870 in die Wasserthorstraße 46 in der Luisenstadt und 1873 in die Alte Jakobstraße 108. 1891 bezog die inzwischen stark expandierte Firma ein neues Fabrikgebäude in der Dünther Straße in Berlin-Steglitz.
Die optisch-mechanische Werkstatt des Rudolf Fuess stellte zunächst Apothekerwaagen, Blutdruckmesser und Mikroskope her. Über Karl Heinrich Schellbach, für den er eine kleine Arbeit ausgeführt hatte, bekam Fuess Kontakt zu Wilhelm Foerster, dem Direktor der Berliner Sternwarte, für den er einen Chronographen herstellte. Es folgten Aufträge für die Normal-Eichungs-Kommission, deren Direktor Foerster ab 1870 war. Anfang der 1870er Jahre baute Fuess nach den Plänen des Mineralogen Paul Groth einen „krystallographisch-optischen Universalapparat“. Weitere, immer wieder verbesserte Ausführungen dieses Geräts wurden in der Folge an mehrere europäische Laboratorien verkauft. Nachdem in der Werkstatt zunächst Dünnschliffe eingesandter Gesteinsproben hergestellt wurden, bot Fuess in Zusammenarbeit mit Justus Roth bereits ab 1868 auch systematische Dünnschliffsammlungen an, die weltweit verkauft wurden. Ab Mitte der 1880er Jahre verkaufte er auch die Maschinen zur Herstellung von Dünnschliffen. 1875 fertigte er für Harry Rosenbusch das erste petrografische Mikroskop aus deutscher Produktion. Ab 1900 wurden zunehmend auch Entfernungsmesser und Zielfernrohre für das Militär hergestellt.
Ab etwa 1875 begann Fuess neben optischen Geräten auch meteorologische Instrumente wie Anemometer zu fertigen. Nach der Übernahme der Firma Greiner & Geißler 1877 erweiterte sich das Produktionsspektrum um Thermometer und Barometer. In der Folge verließen die Werkstatt meteorologische Präzisionsinstrumente, die Fuess in Zusammenarbeit mit bedeutenden Meteorologen entwickelte, zum Beispiel das Aspirationspsychrometer von Richard Aßmann und das Gefäßheberbarometer von Heinrich von Wild. Die wachsende Nachfrage nach registrierenden Geräten erfüllte er zum Beispiel mit dem Waagebarographen und dem photogrammetrischen Wolkenautomaten von Adolf Sprung sowie dem Regenschreiber von Gustav Hellmann. Bald war Rudolf Fuess unangefochten der führende Hersteller meteorologischer Präzisionsinstrumente in Deutschland. Viele seiner Entwicklungen wurden als Normalinstrument empfohlen und konnten zur Eichung verwendet werden. Neben den Wissenschaftlern belieferte er auch die Industrie. Seine Anemometer wurden in Bergwerken eingesetzt, seine Thermometer in der chemischen Industrie und seine Hygrometer in Tabakfabriken.
1913 übergab Fuess die Geschäfte an seinen Sohn Paul Fuess (1867–1944), der bereits seit 1905 Teilhaber war. Rudolf Fuess starb 1917 und wurde auf dem Alten Friedhof der St. Jacobi-Gemeinde in Berlin-Neukölln bestattet. Sein Grab war von 1990 bis 2015 als Ehrengrab der Stadt Berlin gewidmet.
Fuess war Gründungsmitglied des Fachvereins Berliner Mechaniker und Optiker. Dessen Nachfolgeorganisation, die Deutsche Gesellschaft für Mechanik und Optik, vertrat er gemeinsam mit Carl Bamberg in der Kommission zur Gründung der Physikalisch-Technischen Reichsanstalt, deren Kuratorium er bis zu seinem Tod angehörte. Er war Mitbegründer und -herausgeber der Zeitschrift für Instrumentenkunde. Er war auch Mitglied der Deutschen Meteorologischen Gesellschaft.

## Einzelnachweis
1. ↑  StA Steglitz, Sterbeurkunde Nr. 897/1917

| Personendaten    | Personendaten                                      |
| ---------------- | -------------------------------------------------- |
| NAME             | Fuess, Rudolf                                      |
| ALTERNATIVNAMEN  | Fuess, Heinrich Ludwig Rudolf (vollständiger Name) |
| KURZBESCHREIBUNG | deutscher Feinmechaniker                           |
| GEBURTSDATUM     | 28. September 1838                                 |
| GEBURTSORT       | Moringen                                           |
| STERBEDATUM      | 21. November 1917                                  |
| STERBEORT        | Berlin-Steglitz                                    |